# Gare de Myrvoll
La gare de Myrvoll est une gare ferroviaire norvégienne  de la ligne d'Østfold, située sur la commune d'Oppegård.
Mise en service en 1919, c'est une halte ferroviaire de la Norges Statsbaner (NSB). Elle est distante de 17,72 km d'Oslo. 

## Situation ferroviaire
Établie à 119,5 m d'altitude, La gare de Myrvoll est située sur la ligne d'Østfold, entre les gares de Solbråtan et de Greverud.

## Histoire
L'arrêt de « Myrvold » est mis en service le 8 juillet 1919 et il devient « Myrvoll » en 1921. En 1932, l'arrêt prend le statut de station. Il redevient une simple halte pour les voyageurs le 27 juin 1988.

## Service des voyageurs

### Accueil
C'est une halte ferroviaire sans personnel ni billetterie, mais disposant d'un abri, pour les voyageurs, sur chacun des deux quais.

### Desserte
Myrvoll est desservie par des trains locaux en direction de Skøyen et de Ski.

### Intermodalités
Un parking, de 46 places, pour les véhicules et un parc à vélo couvert y sont aménagés. Une station de bus se situe à une centaine de mètres.